# Саммит Лиги арабских государств (1964)
Саммит Лиги арабских государств в Каире — первый саммит Лиги арабских государств, состоявшимся в Каире, с 13 по 16 января 1964 года.
На саммите, проведенном по инициативе Объединённой Арабской Республики (в составе которого оставался только Египет), было решено провести планирование по разрешению межарабских конфликтов и принять общие принципы в отношении борьбы против империализма и «агрессивной политики» Израиля.
Ключевые резолюции саммита были расширены и зафиксированы в письме в ООН восемь месяцев спустя на втором саммите в Александрии 1964 года.

## История
В то время Сирия и палестинские фидаины призывали к реваншу после арабо-израильской войны 1948 года, но другие арабские государства (в первую очередь Египет при Гамале Абдель Насере) посчитали, что сейчас неподходящий момент для каких-либо боевых действий. Вместо этого они согласились на невоенную тактику отвода воды из реки Иордан, чтобы Израиль не мог ее использовать. Этот отвод был назван Планом отвода Реки Иордан. Данный план противоречил первоначальным согласованным предложениям по реке Иордан как Израилем, так и арабскими странами в Объединённом Плане Джонстона 1955 года, также известном как Объединённый водный план долины реки Иордан. Это было одним из факторов, которые позже ускорили события, начавшие Шестидневную войну в 1967 году.
Главным катализатором этой конференции стало предложение Израиля направить на неё воды Тивериадского озера. В ответ на неоднократные обвинения Сирии в нежелании Египта вступать в военную конфронтацию с Израилем президент Египта Гамаль Абдель Насер поддержал арабский план по отводу двух источников реки Иордан — Хасбани и Банияса.
Что касается Палестины, то Ахмаду аш-Шукайри (1908-1988), палестинскому дипломату и бывшему помощнику генерального секретаря Лиги арабских государств (1950-1956), было поручено инициировать контакты, направленные на создание палестинского образования, в роли которого он в конечном итоге станет первым председателем Организации освобождения Палестины.
На военном фронте Каирское радио объявило, что лидеры государств-членов Лиги Арабских государств договорились создать объединенное военное командование, Объединенное арабское командование, которое возглавит египетский генерал-лейтенант Али Амер со штаб-квартирой в Каире. Никакого упоминания об этом новом органе не было сделано в официальном коммюнике саммита, хотя сам генеральный секретарь Абдул Халек Хассуна заявил, что некоторые принятые резолюции останутся секретными.
Что касается плана отвода воды, то все тринадцать государств-членов единогласно приняли решение одобрить предложение Насера. Результатом саммита и принятых на нем решений стало выхолащивание Совета Лиги Арабских государств и вытеснение его в качестве главного органа, принимающего решения. Насер отговорил сирийских и палестинских партизан от провоцирования израильтян, признав, что у него нет планов войны с Израилем.
В ходе саммита у Насера сложились теплые отношения с королем Хусейном, были налажены связи с правителями Саудовской Аравии, Сирии и Марокко. в конце 1964 года прошёл второй саммит, в городе Александрия, находящийся также в Египте.

## Страны участницы
- Иордания

- Египет (на тот момент одна в составе Объединённой Арабской Республики)

- Тунис

- Алжир

- Судан

- Ирак

- Саудовская Аравия

- Сирия

- Йеменская Арабская Республика (Северный Йемен)

- Кувейт

- Ливан

- Палестина[прояснить]

- Марокко

- Ливия